# Miss Serbia

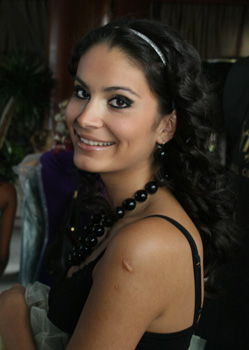
Mirjana Bozovic

Miss Serbia este un concurs de frumusețe național la care pot participa nuami femei necăsătorite din Serbia. Concursul are loc din anul 2006. Câștigătoarea concursul poate candida pentru tilul de Miss World.

## Miss Serbia
| Anul | Miss Serbia     |
| ---- | --------------- |
| 2006 | Vedrana Grbović |
| 2007 | Mirjana Božović |
| 2008 | Nevena Lipovac  |
| 2009 | Jelena Marković |
| 2010 | Lidija Kocić    |